# The Ultimate Aural Orgasm
The Ultimate Aural Orgasm – dwunasty album niemieckiego zespołu Scooter, wydany w roku 2007. Przy tworzeniu albumu pomagał m.in. Fatman Scoop, którego można usłyszeć w piosence Behind The Cow, oraz zespół Bloodhound Gang, który pomagał Scooterowi w nagraniu piosenki The Shit That Killed Elvis. The Ultimate Aural Orgasm jest pierwszym krążkiem, na którym zagrał nowy DJ grupy Scooter – Michael Simon (dołączył on do zespołu w 2006 roku, podczas gdy odszedł Jay Frog). Mimo że fani zespołu bali się, że wraz z dojściem Simona do zespołu charakter muzyki granej przez Scootera się zmieni, to ta płyta udowadnia, że podejrzenia były niepotrzebne. The Ultimate Aural Orgasm jest wręcz podobna do wydanego w 2005 roku krążka zespołu tj. Who’s Got the Last Laugh Now? Płyta zawiera 12 utworów:
1. "Horny in Jericho" – 2:50
2. "Behind the Cow" (razem z Fatmanem Scoopem) – 3:36
3. "Does the Fish Have Chips?" – 3:25
4. "The United Vibe" – 3:48
5. "Lass Uns Tanzen" – 4:27
6. "U.F.O. Phenomena" – 5:04
7. "Ratty's Revenge" – 4:49
8. "The Shit That Killed Elvis" (razem z Jimmym Popem i Bamem Margerą) – 3:55
9. "Imaginary Battle" – 3:57
10. "Scarborough Affair" – 4:26
11. "East Sands Anthem" – 4:13
12. "Love Is an Ocean" – 5:45

Singlami z tej płyty stały się Behind the Cow i Lass Uns Tanzen.
Oprócz zwykłej wersji z dwunastoma utworami została również wydana "Deluxe Version" zawierająca kilka dodatkowych zremiksowanych utworów oraz kilka koncertowych piosenek.